# Félicité de la Croix-Rousse
 (mai 2018).
Félicité de la Croix-Rousse  est un roman policier de Charles Exbrayat paru en 1968.

## Résumé
Le commissaire Bertrand, qui est responsable du commissariat de La Croix-Rousse, à Lyon, reçoit depuis un mois des lettres anonymes accusant Désiré Lanvallay, un fonctionnaire sans histoires, des pires débauches. Une enquête rapide confirme que ce monsieur, célibataire endurci, bénéficie de l’estime de tous ceux qui le connaissent.
L’officier de police Méjean, qui mène l’enquête, découvre que c’est Lanvallay lui-même qui poste les lettres, qu’une personne de sa connaissance lui confie. Mais avant qu’il puisse en savoir plus, Lanvallay est tué.
L’enquête qui suit ne révèle rien d’autre, et rapidement plus personne ne s’intéresse à Lanvallay, sauf Darius Méjean. Le hasard d’une rencontre lui permet de découvrir que Lanvallay avait, chez son poissonnier, lié connaissance avec une demoiselle Sancourt. Il va être amené à s’intéresser de plus en plus à cette famille, cinq sœurs et un frère, qui vivent en reclus sous l’autorité de l’aînée, Félicité.

## Un roman régionaliste
Ce roman est l’occasion, pour Exbrayat, d’exprimer son attachement à la gastronomie et au parler lyonnais : près d’une cinquantaine de notes en bas de page présentent les termes du parler local et les spécialités culinaires évoquées par les personnages.

## Éditions
Le roman paraît initialement en 1968 dans la collection Le Masque sous le no 1033. Il est réédité en 1974 dans la collection Club des Masques sous le no 215, puis dans la collection Le Livre de poche (no 5539) en 1981. La dernière réédition au Masque, sous la référence initiale, date de 1991.